# Maya (voornaam)
Maya of Maja is een meisjesnaam.

## Herkomst
De naam Maya kent verschillende origines:
- Boeddhisme: naam van de vrouw die geboorte gaf aan Buddha Shakyamuni. Haar naam wordt weergegeven als Mahamaya (grote Maya) en Mayadevi (godin Maya)
- Grieks: Maya is afgeleid van het woord maia, dat moeder betekent
- Hebreeuws: Maya is afgeleid van 'mayim', dat water betekent[1]
- Hindoeïsme: droom of illusie, in Hindu-traditie gepersonificeerd door een godin. Ook wel goddelijke creatieve kracht
- Latijn: groot, een vorm van Maia
- Mexicaans: volk in het zuiden van Mexico en noordelijk Centraal-Amerika
- Russisch: een verkorting van Maria
- Spaans: vorm van Amalia
- Arabisch : bron of rivier

## Bekende naamdraagsters
- Maya Albert, Belgisch actrice
- Maya Angelou, Amerikaans schrijfster en dichteres
- Maya Bouma, Nederlands actrice
- Maja Bradarić, moordslachtoffer
- Maya Detiège, Belgisch politica
- Maya Eksteen, Nederlands presentatrice
- Maya Fridman, Russisch celliste en componiste
- Maya Goded, Mexicaans fotografe
- Maja Plisetskaja, Russisch ballerina
- Maya Ritter, Canadees actrice
- Maya Wildevuur, Nederlands kunstenares
- Maya Youssef, Syrisch musicus

## Fictieve naamdraagsters
- Maja de Bij, hoofdpersonage kinderboek (1912)